# St. Fronleichnam (Aachen)

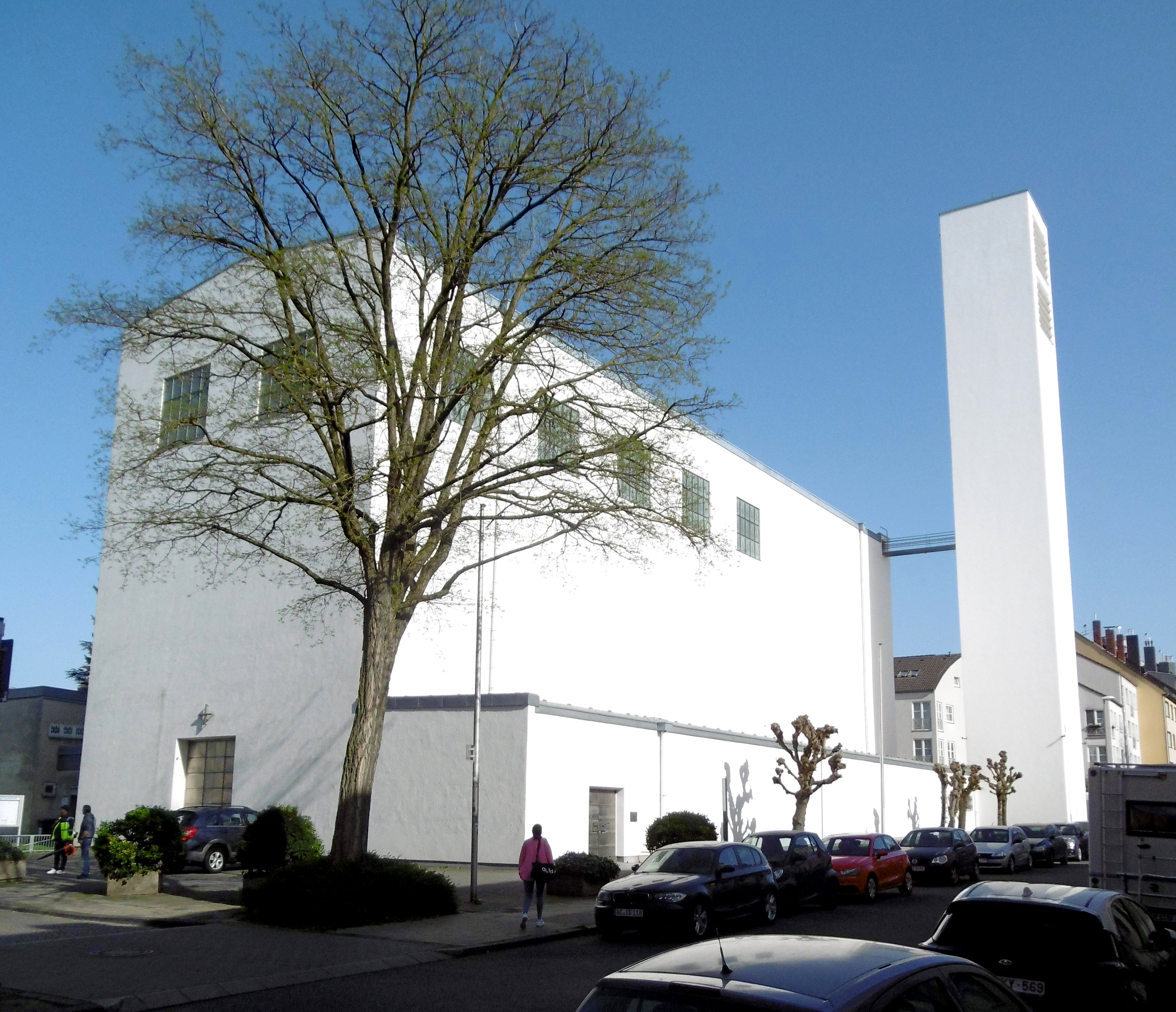
St. Fronleichnam Aachen

Die Aachener Kirche St. Fronleichnam ist die Pfarrkirche der katholischen Pfarrgemeinde St. Josef und St. Fronleichnam und der bekannteste und zugleich am besten dokumentierte Kirchenbau von Rudolf Schwarz. Der in den Jahren 1929/30 errichtete Sakralbau war ursprünglich Pfarrkirche der Gemeinde St. Fronleichnam, die 2005 mit der Gemeinde St. Josef zusammengelegt wurde. Die ehemalige Pfarrkirche St. Josef wird seit November 2006 unter der Bezeichnung Grabeskirche als Kolumbarium für Urnenbestattungen genutzt.

## Entstehungsgeschichte
Aufgrund der stetig wachsenden Gemeinde St. Josef im Aachener Ostviertel (einem ausgesprochenen Arbeiterquartier) wurde im Jahre 1929 von dem zuständigen Pfarrer der Bau einer zweiten Kirche in die Wege geleitet. Mit der Planung beauftragte er den Architekten Rudolf Schwarz, der sich als Direktor der Kunstgewerbeschule Aachen sowie durch Entwürfe anlässlich des Wettbewerbs zur Aachener Heilig-Geist-Kirche empfohlen hatte.
Die von Schwarz vorgelegten Entwürfe wurden zunächst weder vom Kölner Generalvikariat noch von der städtischen Baubehörde genehmigt. Jedoch durch die Unterstützung des Kunstbeirats der Stadt wurde im März 1930 die Baugenehmigung erteilt. Der Umstand, dass die ablehnend agierende Kölner Kirchenbehörde die Verantwortung bei dem gerade erst gegründeten Bistum Aachen wähnte, half Tatsachen zu schaffen: Richtfest war im August 1930, und bereits am 21. Dezember 1930 wurde die Kirche eingeweiht.
Als Schwarz’ Mitarbeiter waren die Architekten Hans Schwippert und Johannes Krahn an dem Projekt beteiligt.

## Bauwerk
Das Kirchengebäude besteht aus einem mit sehr flachem Satteldach gedeckten weißen Quader (Hauptschiff) und einem 40 m hohen, abgesetzten Glockenturm mit quadratischem Querschnitt. Im Inneren sind ausschließlich die Farben weiß und schwarz verwendet: die völlig weiß verputzten Seitenwände sowie die bar jeden Schmucks gestaltete, weiße Altarwand kontrastieren mit dem Schwarz des Natursteins von Altar und Fußboden sowie mit dem dunklen Gestühl. Die im oberen Bereich der Langseiten angebrachten bzw. im Altarbereich übereinander angelegten kleinen Fenster sind ebenfalls farblos.
An der nordöstlichen Langseite schließt sich ein niedriges Seitenschiff als Beicht- und Kreuzwegkapelle an.
Im Kirchturm nach Art eines Campanile hängt eine Kirchenglocke aus Bronze mit dem Schlagton cis′, die 1931 in der Glockengießerei Otto, Hemelingen bei Bremen entstand. Bei einem Durchmesser von 1500 mm wiegt sie etwa 2000 Kilogramm.

## Ausstattung

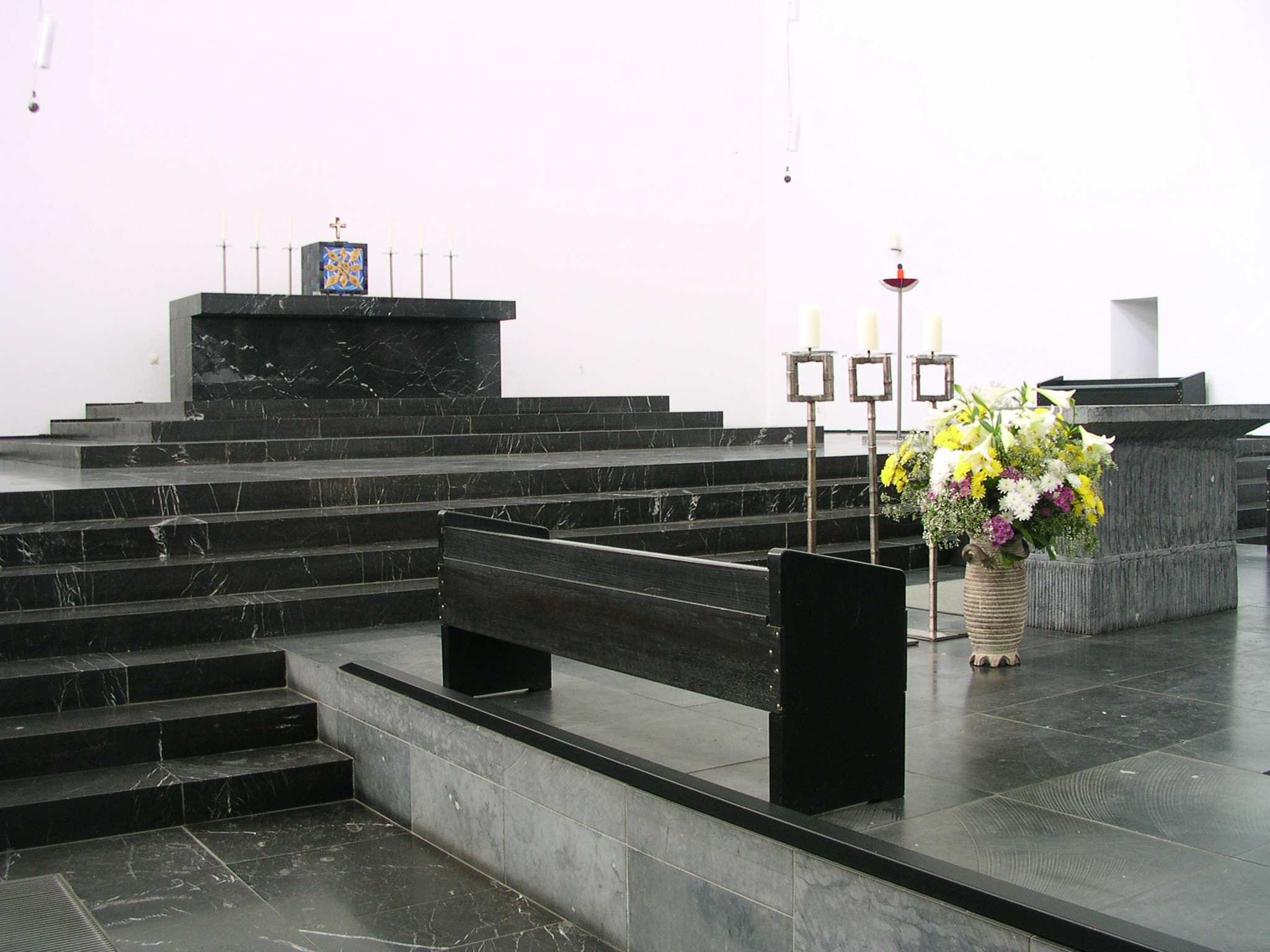
Chor, Altar

Die Ausstattung oblag der von Schwarz propagierten „Werkgemeinschaft“ aus Lehrern und Schülern der Kunstgewerbeschule Aachen:
- Anton Schickel: Monstranz[2]
- Fritz Schwerdt: Elfenbeinkruzifixus (Altarkreuz), Altarleuchter[2], zwei Ewiglichtleuchter[2], Kelch mit dem Bergkristallnodus[2], Emaille-Rahmen des Brustbilds der heiligen Theresia von Lisieux[3] sowie Altarleuchter für den Nebenaltar[4]
- Hans Schwippert: Gestühl, Brustbild der heiligen Theresia von Lisieux (im Seitenschiff), Orgelprospekt
- Wilhelm Rupprecht: Kreuzwegstationen und Gemälde der Muttergottes (im Seitenschiff), Messgewänder
- Walter Ditsch: Elfenbeinkorpus
- Hubert Dohmen: Rauchfass mit Schiffchen[2], Messkelch in Silber[2], Ausführung zweier Kugelciborien[2] (nach Entwurf von Fritz Schwerdt)
- Wilhelm Giesbert: Vortragekreuz
- Anton Wendling: Messgewänder und Kirchenfahnen
- Von Schwarz selber stammen die Entwürfe zu Altar, Kanzel, Taufstein und den hängenden Soffitten

Als Tabernakel verwendete Schwarz einen schmucklosen Metallkasten, da ihm das kleine Elfenbeinkruzifixus zur „Bezeichnung des Raumes“ ausreichend schien. Nicht zur Ausführung gelangten die farbigen Fensterentwürfe von Anton Wendling. Nach Jahren des Provisoriums wurden 1953 Weißglasfenster nach Entwürfen von Ludwig Schaffrath realisiert.
In der Folge gelang es Rudolf Schwarz (und nach seinem Tod seiner Witwe, der Architektin Maria Schwarz), sich zumeist erfolgreich gegen jegliche Veränderungen am Bau oder in der Ausstattung zu wehren. So konnte die Gemeinde nur wenige Veränderungen umsetzen, wie z. B. die Errichtung eines Zelebrationsaltars (gemäß Zweitem Vatikanischen Konzil) sowie die Neugestaltung des Tabernakels durch Fritz Schwerdt im Jahre 1958.
Die Orgel wurde 1940 von der Orgelbauanstalt Georg Stahlhuth erbaut. Das Instrument hat 38 Register (Kegelladen) auf drei Manualen und Pedal. Die Spiel- und Registertrakturen sind elektropneumatisch.
| I Hauptwerk C–g3 |     |
| Quintadena       | 16' |
| Principal        | 08' |
| Rohrflöte        | 08' |
| Oktave           | 04' |
| Blockflöte       | 04' |
| Schwiegel        | 02' |
| Rauschpfeife II  |     |
| Mixtur IV        |     |
| Terzzimbel III   |     |
| Trichterregal    | 08' |

| II Positiv C–g3  |       |
| Lieblich Gedackt | 8'    |
| Rohrflöte        | 4'    |
| Nasat            | 2 ⁄3' |
| Principal        | 2'    |
| Oktave           | 1'    |
| Scharff IV       |       |
| Krummhorn        | 8'    |

| III Schwellwerk C–g3 |        |
| Principal            | 08'    |
| Querflöte            | 08'    |
| Zartgeige            | 08'    |
| Schwebung            | 08'    |
| Singend Principal    | 04'    |
| Nachthorn            | 04'    |
| Oktave               | 02'    |
| Kleinquinte          | 01 ⁄3' |
| Mixtur IV            |        |
| Dulzian              | 16'    |
| Trompete             | 08'    |
| Tremulant            |        |

| Pedalwerk C–f1 |     |
| Principal      | 16' |
| Subbaß         | 16' |
| Gedacktbaß     | 16' |
| Oktavbaß       | 08' |
| Violbaß        | 08' |
| Superoktave    | 04' |
| Hintersatz IV  |     |
| Posaune        | 16' |
| Dulzian        | 16' |
| Trompete       | 08' |

- Koppeln: II/I, III/I, III/II, I/P, II/P, III/P

## Bedeutung
Die Aachener Kirche St. Fronleichnam war Rudolf Schwarz’ erster ausgeführter Kirchenbau. In ihr hatte er – zusammen mit den Schülern und Lehrern der Kunstgewerbeschule Aachen – seine Vorstellungen eines modernen Gotteshauses umsetzen können. Geradezu revolutionär waren „der konsequente Einsatz des Werkstoffs Beton, die Gestaltung aus geometrischen Körpern ohne jedes Ornament (und) die Erhebung des Gebäudes selbst zum … Bild…“ Der Architekt verwirklichte in dem Kirchenbau sein Konzept der Wegekirche, das gekennzeichnet ist durch eine lineare Ausrichtung des Kirchenraums nach vorn. Die ganze Gemeinde, die Gottesdienstbesucher und der Priester an ihrer Spitze, wenden sich in dieselbe Richtung, „unterwegs zum Herrn hin“, dem wiederkehrenden Christus entgegen. Richtung und Ziel werden durch die weiße Stirnwand symbolisch vorgegeben.
Die Kirche ist unumstritten ein Meilenstein modernen Kirchenbaus, wird jedoch bis heute kontrovers bewertet.
Im Volksmund wird die Kirche wegen ihrer weißen Quaderform auch St. Makei (= regional für Quark) genannt.